# 10ª circoscrizione degli Hauts-de-Seine
La 10ª circoscrizione degli Hauts-de-Seine, per l'elezione dell'Assemblea nazionale, venne istituita con la legge n°86-1197 del 24 novembre 1986.
La circoscrizione comprende geograficamente una parte del dipartimento degli Hauts-de-Seine, in particolare l'intero territorio dei comuni di Issy-les-Moulineaux e Vanves e parte di quello dei comuni di Boulogne-Billancourt e Meudon.

## Eletti
| Legislatura | Eletto        | Partito | Partito | Mandato        | Mandato        |
| Legislatura | Eletto        | Partito | Partito | Inizio         | Fine           |
| ----------- | ------------- | ------- | ------- | -------------- | -------------- |
| IX          | André Santini |         | UDF     | 23 giugno 1988 | 1º aprile 1993 |
| X           | André Santini |         | UDF     | 2 aprile 1993  | 21 aprile 1997 |
| XI          | André Santini |         | UDF     | 12 giugno 1997 | 18 giugno 2002 |
| XII         | André Santini |         | UDF     | 19 giugno 2002 | 19 giugno 2007 |
| XIII        | André Santini |         | NC      | 20 giugno 2007 | 19 giugno 2012 |
| XIV         | André Santini |         | FED     | 20 giugno 2012 | 20 giugno 2017 |
| XV          | Gabriel Attal |         | LREM    | 21 giugno 2017 | in carica      |